# Carangoides malabaricus
Carangoides malabaricus és un peix teleosti de la família dels caràngids i de l'ordre dels perciformes.

## Morfologia
Pot arribar als 60 cm de llargària total.

## Distribució geogràfica
Es troba des de les costes de l'Àfrica oriental fins a les de Sri Lanka, Golf de Tailàndia, Japó i Austràlia.